# Subdivisões dos Estados Federados da Micronésia
Os Estados Federados da Micronésia são representados por quatro grupos de ilhas. Os estados são:

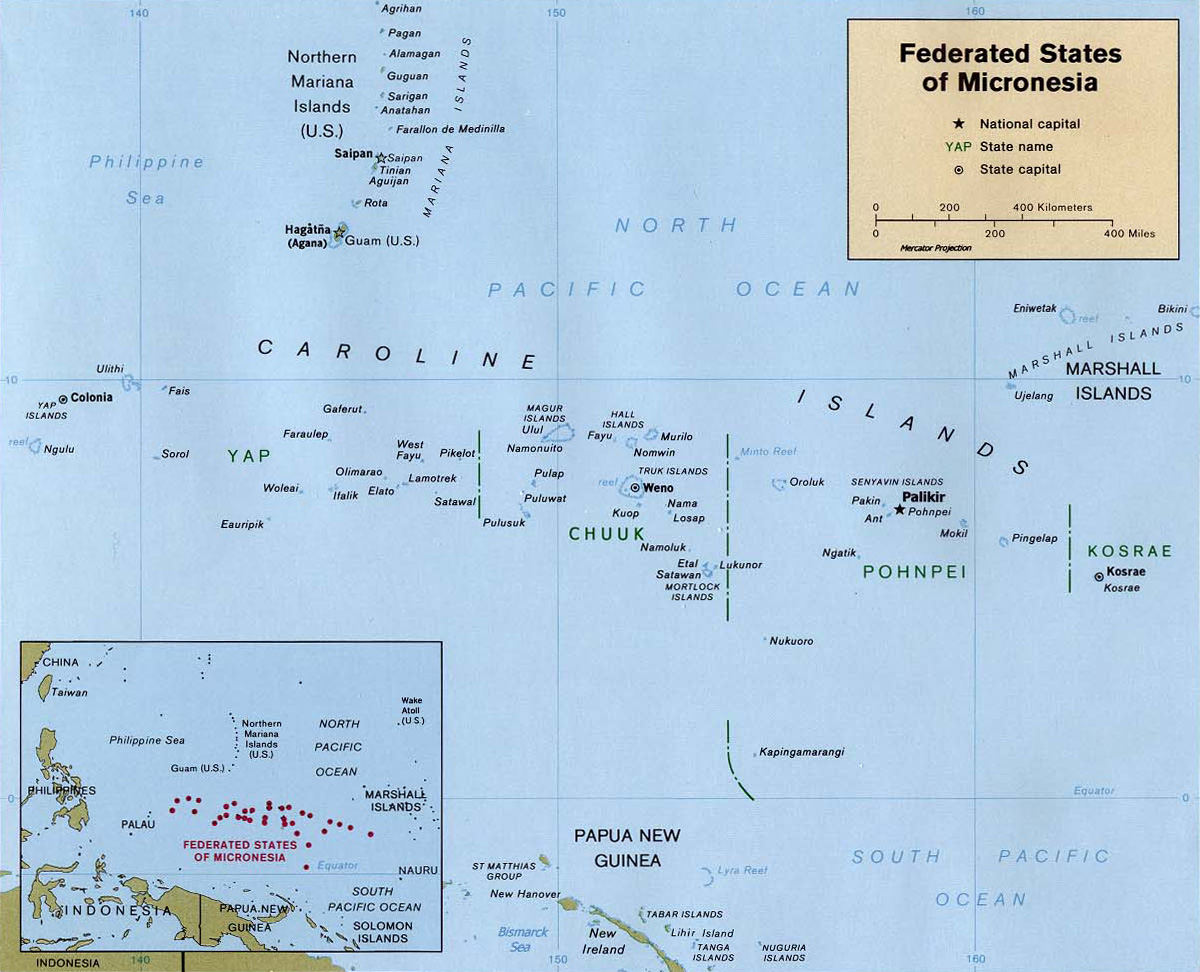
Localização dos Estados Federados da Micronésia

| Bandeira        | Estado  | Capital | Área    | População | Densidade   |
| --------------- | ------- | ------- | ------- | --------- | ----------- |
| Flag of Chuuk   | Chuuk   | Weno    | 127 km² | 53.595    | 420 por km² |
| Flag of Kosrae  | Kosrae  | Tofol   | 110 km² | 7.686     | 70 por km²  |
| Flag of Pohnpei | Pohnpei | Kolonia | 346 km² | 34.486    | 100 por km² |
| Flag of Yap     | Yap     | Colonia | 118 km² | 11.241    | 95 por km²  |